# فينداس نوفاس
فينداس نوفاس هي مدينة من مدن البرتغال. يبلغ عدد سكانها 11,846 نسمة وذلك حسب إحصائيات سنة 2011. تبلغ مساحتها 222.39 كم².

## أعلام
- ريكاردو بيسوا

## وصلات خارجية
- الموقع الرسمي